# فلاديمير جانكلفتش
فلاديمير جانكلفتش (بالفرنسية: Vladimir Jankélévitch)‏ (بورجيه، 31 أغسطس 1903 - باريس 6 يونيو، 1985) كان فيلسوف فرنسي. اشتغل بالتدريس في المعهد الفرنسي في براغ وفي جامعة تولوز وليل.

## فكره
جانكلفتش يطرح فلسفة أصلية للحظة، والتي تعد بمثابة ثورة جذرية. الوقت كلحظة هو فرصة لخلق معرفي وأخلاقي، وفني. الموت في تفكيره هو شيء يستبعد أي شكل من أشكال التصور والمفهومية، ولكن في نفس الوقت هو شرط أساسي للحياة نفسها. يقول جانكلفتش «الموت هو الخواء الذي يفتح مصراعيه فجأة في امتلاء الاستمرارية. الموت هو بامتياز النظام الاستثنائي».
من كتبه
الضمير المتعب عام 1933
أوديسة الوعي في فلسفة شلينغ الاخيرة عام 1933
السخرية والضمير الحي عام 1939
البديل 1938
الكذب عام 1943
الشر عام 1947
وصولا إلى كتابه الضخم دراسة في الفضائل صدر عام 1949 بأوج تألقه الفلسفي
وصدر عام 1967 بعنوان (الصفح)
وعام (1986) بعد وفاته بعنوان صدر (ما لا يقبل التقادم)
يطرح جانکليفيتش في هذين الكتابين الاخيرين إشكالية الصَّفح بحِّدة مفرطة، وبإفراط متزايد، يهم مسألة المحرقة التي ارتكبتها النازية. يتجلى إفراط جانكليفيتش في كونه يتعصب إلى حد كبير لنزعة انتقامية، تحاول أن تصيب الوعي الألماني كله في مقتل، ذلك أنه يحمل هذا الوعي كله - هكذا بتعميم أعمى- فضيحة المحرقة، ويجعله مذنبأ، وعيا شقيا وسيئا، على الرغم من أن هذا الوعي يتفاضل عبر أجيال مختلفة. بيد أنه يعمم الأمر، ويسقطه على الألمان کلهم الذين عاصروه، يقول في هذا الباب: «عندما يكون المذنب مكتنزاً، جيد التغذية ومزدهراً ومغتنياً بفضل» المعجزة الاقتصادية«، فإن الصفح يكون عبارة عن دعاية ثقيلة».
يظهر جلياً كيف أن جانكليفيتش يصادر الوعي الألماني كله، ويخندقه داخل زنزانة الوعي المذنب، لدرجة أنه يجسد حتى الوضعية الاقتصادية المزدهرة للمجتمع الألماني، جاعلا إياها لا تتلاءم إطلاقا وطلب الصفح، أو إمكانية الصفح، فكيف يمكن لمذنب ألماني مكتنز ويحيا حياة رغيدة أن يشعر بالذنب، ويطلب الصفح؟ وهل سبق له فعلا أن طلب الصفح؟ إنها أسئلة محرجة جدا، تتجاوز حدود اللباقة الفكرية والفلسفية، إلى درجة أن جانكليفيتش يشّبه الألمان - هكذا بإطلاق - بالخنازير، لكونهم اقترفوا تلك الشرور والفظائع كلها.
إن المحرقة لا تتناسب، حسب جانکليفيتش، والسلم الإنساني، إنها تتجاوز حدود ما هو إنساني وحدود الشر، لتطال إنسانية الإنسان، إنها تدخل في باب ما يسميه «ما لا يقبل التكفير»، وما لا يمكن تجاوزه والتغاضي عنه، بمجرد إقامة مصالحة وصفح ساذجين.
إن ما ارتكب لا يطاله الصفح، ولا يقبل التجاوز، إنه يدخل في ما لا يقبل التقادم، وما لا يتقادم، إنها جرائم تتطلب أن تبقى الذاكرة متقدة وحية، بل ويجب أن تظل الذاكرة شاخصة في الماضي، في ماضي الأحداث، حتى يصبح هذا الماضي حاضرة بصيغة الماضي، أو بعبارة أخرى، تعيش الذاكرة الماضي بصيغة الحاضر. إن صرخة جاتکلیفینش قوية ومدوية، يكررها على لسان الشاعر الفرنسي إيلوار Eluard : «لا يوجد خلاص على الأرض ما دمنا نستطيع الصفح عن الجلادين». إنها صرخة الضحية، أو من يتقمص دور الضحية، في مقابل الجلاد